# Lennon (Francia)
Lennon è un comune francese di 788 abitanti situato nel dipartimento del Finistère nella regione della Bretagna.

## Società

### Evoluzione demografica
Abitanti censiti